# Willy del Pozo
José Wilfredo del Pozo Alarcón (Ayacucho, Perú, 2 de abril de 1970) es un editor y escritor peruano. Firma sus obras como Willy del Pozo, Karl Oharak y Abril Alonso.

## Trayectoria
Ha cultivado la poesía y la narrativa. Es egresado de la Facultad de Ciencias Económicas y Empresariales de la Universidad de Cádiz. Autor de diversos poemarios y libros de relatos. Cofundador de la revista literaria y cultural Altazor (1993) de El Puerto de Santa María, en la que participan autores como el dramaturgo Juan García Larrondo, y poetas como Juan Carlos Arniz Sanz, Andrés Hernández o Julio Rivera Cross y Presidente de la Asociación Cultural del mismo nombre. En 1998 crea la revista Gimnasio de musas o El colibrí lírico o El acné de Narciso o La inocente hecatombe. Presidente de la Asociación de Escritores de Ayacucho (AEDA / 2000-2002) y director de la revista Tikanka. Actualmente dirige Ediciones Altazor, cuya sede se encuentra en Lima (Perú), donde promociona la literatura peruana de diferentes regiones de su país.
En julio de 2010 organizó la I Gira de Novelistas Latinoamericanos, convocando a siete escritores de distintos países y llevándolos de gira por siete departamentos del Perú (Ayacucho, Ancash, Junín, La Libertad, Lambayeque, Piura y Lima), aperturando de esta forma, un nuevo mercado para su sello editorial.
Desde el año 2017 es el responsable de la Feria Internacional del Libro de Ayacucho, que cuenta a la fecha con siete versiones: 2017 el país invitado fue Uruguay; 2018, contó con Argentina como país invitado; 2019 contó con Chile como país invitado; 2020, México fue el invitado de honor; a partir del 2021, fueron temáticas, 2021: La ruta del Bicentenario; 2022: Escritoras. Escrituras; 2023: Primeros Lectores.
Fue presidente de la Cámara Peruana del Libro. desde el 16 de marzo de 2020 hasta el 15 de marzo de 2024.

## Obras
Como Willy del Pozo:
- Hablando al amor, poesía, (1992, Ediciones Altazor, 2004, 2012)
- Trilogías. Relatos al desnudo, relato, (Ediciones Altazor, febrero de 1996, mayo de 1996, 1997, 2004, 2012)
- El retorno del poeta, poesía, (Ediciones Altazor, 1997)[5]
- Pinceladas líricas, poesía, (Ediciones Capazul, 1998)[6]
- La revelación de la palabra, poesía, (Ediciones Altazor, 1999)
- Pinta Perú, miscelánea, con ilustraciones de Erick Chagua, (Ediciones Altazor, 2009)[7]
- El sendero luminoso del placer, crónica, (Ediciones Altazor, 2009)
- La Última Cena, cuentos, con ilustraciones de Fernando Chang, (Ediciones Altazor, 2011)
- El sendero luminoso del placer. 1. La humorada, crónica, con ilustraciones de Cayo Rodríguez, (Ediciones Altazor, abril de 2015, junio de 2015, agosto de 2015, julio de 2017)[8]
- Gracias totales. Tributo narrativo a Soda Stereo, cuentos, con ilustraciones de Daniel Maguiña, (Ediciones Altazor, 2017)[9]
- Hermosos ruidos. Tributo narrativo a Los Prisioneros, cuentos, con ilustraciones de Daniel Maguiña, (Ediciones Altazor, 2018)[10]
- Cuarentena. Historias para no salir de casa, (Ediciones Altazor, 2020)
- 100 frases lectoras, miscelánea, con ilustraciones de Daniel Maguiña (Ediciones Altazor, 2022)
- El legado de Zaluster. Tributo narrativo a Saurom, cuentos, con ilustraciones de Stalin Alva (Ediciones Altazor, 2023)
- Los Principitos, cuentos, con ilustraciones de Stalin Alva (Ediciones Altazor, 2024)

Antologías en las que ha participado:
- Café Central, poesía, (Tertulia El Ermitaño, 1999)
- 21 poetas peruanos de Miguel Ildefonso, poesía, (Editorial Zignos, 2004)[11]
- Ocho hacia el infinito de la Biblioteca Ayacuchana, con el cuento "Acos-Vinchos", (Ediciones Altazor, 2004)
- Ayacucho. Cuentos infantiles, con el cuento "Frida, la jirafa descolorida", (Ediciones Altazor, 2012)
- Mario y los escribidores. 27 relatos sobre el universo vargasllosiano de José Donayre, con el cuento Lituma en los Andes, (Ediciones Altazor, 2019)

Como Karl Oharak:
- Versos de Kloaka, poesía, con ilustraciones del español Hortensio Arcos, (Ediciones Altazor, 1995)
- Versos de W.C., poesía, con ilustraciones de José Luis Torres Vitolas, (Ediciones Altazor, 1999)
- Las 250 preguntas filosóficas que no te atreviste a responder por falta de Diccionario o 1/4 de Ignorancia, miscelánea, con ilustraciones de Paulo Rivas, (Ediciones Altazor, 2000)
- Lágrimas de Onán, miscelánea, con ilustraciones de Martín López, (Ediciones Altazor, 2000)
- Epitafios, miscelánea, con ilustraciones de Mauro Vega, (Ediciones Altazor, 2004)
- Navajas, poesía, (Editorial Zignos, 2005)
- Lágrimas de Onán, junto al ilustrador Carlos Lavida, miscelánea, (Ediciones Altazor, 2015)
- Lágrimas de Onán, junto al ilustrador David Galliquio, miscelánea, (Ediciones Altazor, 2018)

Como Abril Alonso:
- Una, dos, tres soñadoras, cuento infantil, con ilustraciones de Erick Alí, (Ediciones Altazor, 2009)
- Uno, dos, tres dientuditos, cuento infantil, con ilustraciones de Erick Alí, (Ediciones Altazor, 2009)
- Uno, dos, tres extraterrestres, cuento infantil, con ilustraciones de Erick Alí, (Ediciones Altazor, 2009)
- Uno, dos, tres santitos, cuento infantil, con ilustraciones de Erick Alí, (Ediciones Altazor, 2009)
- Uno, dos, tres pastorcitos, cuento infantil, con ilustraciones de Erick Alí, (Ediciones Altazor, 2009)
- Una, dos, tres hechiceras, cuento infantil, con ilustraciones de Erick Alí, (Ediciones Altazor, 2009)
- Juanito Jurásico, cuento infantil, con ilustraciones de David Pancorvo, (Ediciones Altazor, 2010)
- Salomón, el rey de la selva, cuento infantil, con ilustraciones de David Pancorvo, (Ediciones Altazor, 2011)